# Ester Aparecida dos Santos
Ester Aparecida dos Santos (9 de diciembre de 1982, Guarulhos, São Paulo), comúnmente llamada Ester es una jugadora profesional brasileña que juega en la posición de volante (centrocampista defensiva) para el Chelsea Ladies Football Club de la liga inglesa de fútbol femenino. Formó parte de la Selección femenina de fútbol de Brasil que fue segunda en la Copa Mundial Femenina de Fútbol de 2007 y en los Juegos Olímpicos de Pekín 2008.

## Trayectoria

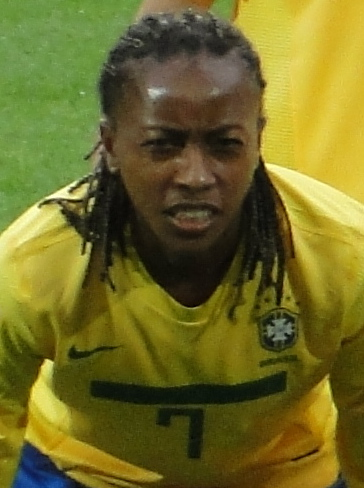
Ester.

Comenzó jugando de pequeña en su barrio, cerca del Aeropuerto Internacional de São Paulo-Guarulhos Firmó un contrato con el Clube Atlético Juventus después de una pruebas, y de allí se fue al Santos FC. En 2007 jugó para el CEPE-Caxias de Río de Janeiro y volvió a jugar para el Santos a comienzos del año 2008.
En 2008 participó en el draft que celebra la liga estadounidense de fútbol, y quedó 21.ª de la tercera ronda, seleccionada por los Sky Blue FC junto a su compatriota Rosana, aunque finalmente no se unió al club. Se quedó en el Santos y ganó las dos primeras ediciones de la Copa Libertadores de América Femenina. En el año 2012 salió del Santos con destino a Rusia para jugar en el WFC Rossiyanka, donde disputó la Liga de Campeones de la UEFA femenina, donde fueron eliminadas en cuartos de final ante el Turbine Potsdam. Desde el año 2013 forma parte del Chelsea Ladies Football Club.

## Selección de Brasil
Fue llamada para jugar con la Selección femenina de fútbol de Brasil en 2003. Se ganó su titularidad absoluta en el centro del campo en los Juegos Panamericanos de 2007, en los cuales ganó la medalla de oro. Sin embargo, retrasó su posición para disputar la Copa Mundial Femenina de Fútbol de 2007. Disputó la final de los Juegos Olímpicos de Pekín 2008, pero perdió ante Estados Unidos. Cuatro años más tarde también disputó los Juegos Olímpicos de Londres 2012. Antes, en 2011 disputó la Copa Mundial Femenina de Fútbol de 2011 y un año antes se adjudicó el Campeonato Sudamericano Femenino de 2010.

## Estadísticas

### Clubes
| Club                         | País       | Año       |
| ---------------------------- | ---------- | --------- |
| Clube Atlético Juventus      | Brasil     |           |
| Santos FC                    | Brasil     | 2001–2006 |
| CEPE-Caxias                  | Brasil     | 2007      |
| Santos FC                    | Brasil     | 2007–2011 |
| WFC Rossiyanka               | Rusia      | 2012      |
| Chelsea Ladies Football Club | Inglaterra | 2013      |

## Palmarés[9]

### Campeonatos nacionales
| Título                       | Club        | País   | Año  |
| ---------------------------- | ----------- | ------ | ---- |
| Jogos Abertos do Interior    | Santos FC   | Brasil | 2002 |
| Jogos Regionais              | Santos FC   | Brasil | 2006 |
| Campeonato Carioca           | CEPE-Caxias | Brasil | 2007 |
| Jogos Regionais              | Santos FC   | Brasil | 2008 |
| Copa de Brasil               | Santos FC   | Brasil | 2008 |
| Copa de Brasil               | Santos FC   | Brasil | 2009 |
| Copa Paulista                | Santos FC   | Brasil | 2009 |
| Campeonato Paulista de LINAF | Santos FC   | Brasil | 2009 |
| Campeonato Paulista          | Santos FC   | Brasil | 2010 |
| Campeonato Paulista          | Santos FC   | Brasil | 2011 |

### Copas internacionales
| Título                                | Club                                   | País    | Año  |
| ------------------------------------- | -------------------------------------- | ------- | ---- |
| Copa Mercosur                         | Santos FC                              |         | 2006 |
| Juegos Panamericanos                  | Selección femenina de fútbol de Brasil | Brasil  | 2007 |
| Plata en los Juegos Olímpicos         | Selección femenina de fútbol de Brasil | China   | 2008 |
| Copa Libertadores de América Femenina | Santos FC                              | Brasil  | 2009 |
| Copa Libertadores de América Femenina | Santos FC                              | Brasil  | 2010 |
| Campeonato Sudamericano Femenino      | Selección femenina de fútbol de Brasil | Ecuador | 2010 |